# WrestleMania 24
WrestleMania XXIV var den 24:e årliga Wrestlemania pay-per-view producerad av World Wrestling Entertainment (WWE). Gick av staplen den 30 mars 2008 i Citrus Bowl i Orlando, Florida. Den första WrestleMania att hållas i staten Florida, och den andra att hållas helt och hållet utomhus. Den första var WrestleMania IX.
74 635 åskådare var på plats från 21 olika länder, alla femtio stater och fem kanadensiska provinser, vilket uppskattningsvis gav den lokala ekonomin ett lyft på cirka 30 miljoner dollar.